# ÷ (专辑)
《÷》（英语发音：Divide，即「除法」），是英国创作型歌手紅髮艾德的第3张录音室专辑。它由庇護所唱片和大西洋唱片于2017年3月3日发行。〈山丘上的城堡〉和〈妳的樣子〉于2017年1月6日共同作为专辑的首发单曲。
专辑以67.2万首周销量空降英国专辑榜冠军，成为当地男艺人首周销量最高专辑，同时为有史以来开局销量第三高（在愛黛兒的《25》和綠洲合唱團的《全体集合》之后）。专辑在14个国家榜单中夺冠，包括美国、加拿大和澳洲。《÷》发行首周以强大的串流数量使所有单曲均进入了英国单曲榜前20名。
專輯贏得了第60届格莱美奖最佳流行演唱專輯。

## 背景
2015年12月13日，希蘭表示自己一直「通过屏幕而不是自己的眼睛看世界」，因此宣布从社交媒体暂时隐退一段时间之后他确认会抽出时间来创作他的第三张专辑，他认为「这是目前为止自己做过最棒的事情。」2016年12月13日，在隐退公告发布一年后，希蘭从他的各个社交媒体平台上传了一张蓝色方块照片宣布回归音乐界。2017年1月1日，希蘭宣布「新音乐」即将发行于1月6日，到那时，自己的隐退期结束。2017年1月12日，希蘭透露了专辑的曲目列表和发行日期。

## 单曲
〈山丘上的城堡〉和〈妳的樣子〉于2017年1月6日，成为专辑的首发单曲。希蘭在单曲发行前的一星期，将其部分纯音乐版本和前段歌词上传自社交媒体。
2017年3月17日，希蘭的推特账户宣布〈高威女孩〉作为第三张单曲。它在隔天加入BBC廣播二台的播放列表。
2017年8月21日，《告示牌》宣佈專輯的第四張單曲為〈完美無瑕〉。歌曲於同年9月26日派往四十強電台播放。
〈比从前快乐〉於2018年4月27日在意大利作為專輯第五張單曲發行。

### 宣传单曲
〈做何感想 (欢乐颂)〉于2017年2月17日发行为宣传单曲。
〈橡皮擦〉的加長现场吉他版本于2017年2月28日在SB.TVYoutube平台首播。
〈超市裡的花束〉則在希蘭於2017年全英音樂獎表演后作為專輯的宣傳單曲發行。

## 乐评
| 綜合得分       | 綜合得分 |
| 來源           | 評分     |
| -------------- | -------- |
|                | 62/100   |
| 評論得分       |          |
| 來源           | 評分     |
| AllMusic       | [ 1 ]    |
| 《前音后果》   | C-       |
| 《每日快报》   | [ 21 ]   |
| 《每日电讯报》 | [ 22 ]   |
| 《娱乐周刊》   | B-       |
| 《卫报》       | [ 24 ]   |
| 《独立报》     | [ 25 ]   |
| 《新音乐快递》 | [ 26 ]   |
| 《Pitchfork》  | 2.8/10   |
| 《滚石》       | [ 28 ]   |

《÷》在发行后获得了乐评的普遍好评。Metacritic综合17家乐评给予了专辑62的评分。《每日快报》的马丁·汤森给予专辑五星評分，称其为「艾德至今最强的合辑」和「一张迷人而充满魅力的专辑」，并说「令人释然的是，艾德把流行音乐中最难的一件事情做得很好，他创作和演唱的歌曲都迷人地立足于小镇上的一些日常小事，但是它们却触动了全世界的心弦。」《滚石杂志》的莫拉·詹斯顿给了四星评价，表示「在《÷》中，艾德依旧展示了他对流行的悟性」，并认为他在这张专辑中「倍加将（曲风）冒险的嘻哈和帮他在十年生涯中脫穎而出的日常词曲创作调配在一起。」《独立报》的鲁瓦桑·奥康娜也给了四星评论，并表示「（这张专辑）倚靠希兰的个人才华」，「以绝对的野心使人惊艳」。《新音乐快递》的乔登·巴赛特称这张专辑「虽然是一张依附在他那完美的流行模版的合辑，但听起来却安静得（和他完美的模版歌曲）不同」，并认为专辑「讨喜」，「既高调又低调，让人有时候难以捉摸」。《美聯社》的马克·肯尼迪虽认为专辑「失策」，但他亦表示其「既加听者之众，又减矛盾之倦，无论是非乘其（希兰）账上之数也」，并称希兰「拥有特别的才华」。
有些评论持有负面评价；《卫报》的哈里特·吉布松给予了专辑两星评价，称希兰「相较于与他年纪相仿的超级流行巨星仍然显得更为造作。」。Pitchfork的劳拉·斯内普给了2.8分的负面评价（满分10分），并称其「老实说，把（希兰）放在全世界最成功的词作人之中，他的许多歌词根本不值一看。」沉迷音乐的大卫·希利爾给了《÷》3分的评价（满分10分），称其「可能是最平淡乏味和最无聊的专辑。」

## 商业表现
《÷》在全球发行的当天，专辑的单曲于单天Spotify共收获了5千675万的串流数量，打破了威肯的〈星闻人物〉于2016年11月所创下2千9百万的记录。而希兰的所有单曲在该天串流数量超过6千870万，而单曲〈妳的样子〉获得了1千012万的串流数量，两者都打破了Spotify的记录。所有记录都在16天后被德瑞克的〈More Life〉所打破。专辑发行的第二天，专辑歌曲的录影带在YouTube的累计为10亿观看次数。
而在中国大陆，数字专辑的线上销量也达到了三百万。

## 专辑曲目
| 普通盘   | 普通盘                                          | 普通盘 | 普通盘                      | 普通盘 |
| 曲序     | 曲目                                            | 词曲 | 制作人                      | 时长   |
| -------- | ----------------------------------------------- | --- | --------------------------- | ------ |
| 1.       | 橡皮擦 Eraser                                   | 紅髮艾德 强尼·麦克戴德 （ 英语 ： Johnny McDaid） | 麦克戴德 希兰 [a]           | 3:47   |
| 2.       | 山丘上的城堡 Castle on the Hill                 | 希兰 班傑明·列維 | 本尼·布兰科                 | 4:21   |
| 3.       | 墜入爱河 Dive                                   | 希兰 列維 茱莉亞·麥可斯 | 布蘭科                      | 3:58   |
| 4.       | 妳的樣子 Shape of You                           | 希兰 史蒂夫·迈克 （ 英语 ： Steve Mac） 麦克戴德 康蒂 （ 英语 ： Kandi Burruss） 塔梅卡·科特爾 （ 英语 ： Tameka Cottle） 凯文·布里格斯 （ 英语 ： Kevin "She'kspere" Briggs） [ 39 ]                                                                                    | 迈克 希兰 [a]               | 3:53   |
| 5.       | 完美无瑕 Perfect                                | 希兰 | 威尔·希克斯 希兰 布蘭科 [b] | 4:23   |
| 6.       | 高威女孩 Galway Girl                            | 希兰 艾米·伟德杰 （ 英语 ： Amy Wadge） 达米恩·麦基 （ 英语 ： Beoga） 埃蒙·默里 （ 英语 ： Beoga） 麦克戴德 利亚姆·布拉德利 （ 英语 ： Beoga） 尼亚夫·邓恩 （ 英语 ： Beoga） 尚恩·格雷厄姆 （ 英语 ： Beoga） 福伊·万斯 （ 英语 ： Foy Vance） [ 41 ] | 麥克·埃利鬆多               | 2:50   |
| 7.       | 比从前快乐 Happier                              | 希兰 萊恩·泰德 列维 [ 42 ] | 布蘭科                      | 3:27   |
| 8.       | 新歡 New Man                                    | 希兰 阿马尔·马利克 （ 英语 ： Ammar Malik） 傑西·薇爾 列维 [ 43 ] | 布蘭科                      | 3:09   |
| 9.       | 愛妳之心完好如初 Hearts Don't Break Around Here | 希兰 麦克戴德 [ 44 ] | 希兰 麦克戴德               | 4:08   |
| 10.      | 我又知道些什麼？ What Do I Know?                | 希兰 麦克戴德 万斯 [ 40 ] | 麦克戴德 希兰               | 3:57   |
| 11.      | 做何感想 (欢乐颂) How Would You Feel (Paean)    | 希兰 | 希兰                        | 4:40   |
| 12.      | 超市裡的花束 Supermarket Flowers                | 希兰 麦克戴德 列维 [ 45 ] | 布兰科 麦克戴德 希兰 [a]    | 3:41   |
| 总时长： | 总时长：                                        | 总时长： | 总时长：                    | 46:14  |

| 豪华盘   | 豪华盘                    | 豪华盘                                                                        | 豪华盘                      | 豪华盘 |
| 曲序     | 曲目                      | 词曲                                                                          | 制作人                      | 时长   |
| -------- | ------------------------- | ----------------------------------------------------------------------------- | --------------------------- | ------ |
| 13.      | 巴塞隆納 Barcelona        | 希兰 伟德杰 列维 万斯 麦克戴德 [ 47 ]                                         | 布兰科 希兰                 | 3:11   |
| 14.      | Bibia Be Ye Ye            | 希兰 列维 約瑟夫·艾迪生 尼亚·理查德·阿比奥纳 （ 英语 ： Fuse ODG） 史蒂夫·沃德 [ 48 ] | 布兰科 KillBeatz 希兰       | 2:56   |
| 15.      | 南茜墨禮根 Nancy Mulligan | 希兰 韦德杰 万斯 麦克戴德 默里·卡明斯 列维 [ 49 ]                             | 布兰科 希兰                 | 2:59   |
| 16.      | 拯救自己 Save Myself      | 希兰 韦德杰 拉布林斯 （ 英语 ： Labrinth） [ 50 ]                                     | 拉布林斯 （ 英语 ： Labrinth） 希兰 | 4:07   |
| 总时长： | 总时长：                  | 总时长：                                                                      | 总时长：                    | 59:27  |

笔记
- ^[a]  表示为共同制作人
- ^[b]  表示为额外制作人

## 榜单成绩
| 榜单（2017年）                            | 最高 排位 |
| ----------------------------------------- | --------- |
| 澳大利亞（ARIA專輯榜）                    | 1         |
| 奧地利（奧地利Ö3專輯榜）                  | 1         |
| 比利時法蘭德斯（Ultratop專輯榜）          | 1         |
| 比利時瓦隆（Ultratop專輯榜）              | 2         |
| 巴西专辑榜（巴西《告示牌》）              | 1         |
| 加拿大（《告示牌》Canadian Albums Chart） | 1         |
| 克罗地亚（HDU国际專輯榜）                 | 1         |
| 捷克（ČNS IFPI專輯榜）                    | 1         |
| 丹麥（Hitlisten專輯榜）                   | 1         |
| 荷蘭（MegaCharts專輯榜）                  | 1         |
| 芬蘭（Suomen virallinen lista專輯榜）     | 1         |
| 法國（SNEP專輯榜）                        | 1         |
| 德國（Media Control專輯榜）               | 1         |
| 希臘（IFPI專輯榜）                        | 5         |
| 匈牙利（MAHASZ專輯榜）                    | 1         |
| 愛爾蘭（IRMA專輯榜）                      | 1         |
| 義大利（FIMI專輯榜）                      | 1         |
| 日本（Oricon專輯榜）                      | 5         |
| 墨西哥专辑榜（AMPROFON）                  | 2         |
| 紐西蘭（RMNZ專輯榜）                      | 1         |
| 挪威（VG-lista專輯榜）                    | 1         |
| 波蘭（ZPAV專輯榜）                        | 1         |
| 葡萄牙（AFP專輯榜）                       | 1         |
| 蘇格蘭（OCC專輯榜）                       | 1         |
| 西班牙（PROMUSICAE專輯榜）                | 1         |
| 瑞典（Sverigetopplistan專輯榜）           | 1         |
| 瑞士（Schweizer Hitparade專輯榜）         | 1         |
| 台湾专辑榜（五大唱片）                    | 1         |
| 英國（OCC專輯榜）                         | 1         |
| 美国（《告示牌》200）                     | 1         |

## 销量认证
| 地區                                                       | 认证    | 认证单位/销量 |
| ---------------------------------------------------------- | ------- | ------------- |
| 澳大利亚（澳大利亚唱片业协会）                             | 3× 白金 | 210,000^      |
| 奥地利（國際唱片業協會奧地利分會）                         | 金      | 7,500‡        |
| 比利时（比利時唱片音樂協會）                               | 金      | 15,000*       |
| 加拿大（加拿大音乐协会）                                   | 白金    | 80,000‡       |
| 丹麦（國際唱片業協會丹麥分會）                             | 白金    | 20,000‡       |
| 法国（法國唱片出版業公會）                                 | 金      | 50,000‡       |
| 德国（聯邦音樂產業協會）                                   | 白金    | 200,000‡      |
| 匈牙利（匈牙利录音制品制作者协会）                         | 2× 白金 | 4,000^        |
| 意大利（意大利音乐产业联盟）                               | 白金    | 50,000*       |
| 新西兰（新西兰唱片音乐协会）                               | 3× 白金 | 45,000^       |
| 波兰（波蘭音像製造商協會）                                 | 白金    | 20,000‡       |
| 南韩（加翁音樂榜）                                         | 不適用  | 1,029         |
| 英国（英国唱片业协会）                                     | 5× 白金 | 1,686,499     |
| 美国（美國唱片業協會）                                     | 白金    | 1,000,000‡    |
| *僅含認證的實際銷量 ^僅含認證的出貨量 ‡僅含認證的+實際銷量 |         |               |